# Complexo de Cassandra
Em psicologia e psicanálise, o complexo de Cassandra, também chamado de síndrome de Cassandra ou maldição de Cassandra ocorre quando várias predições, profecias, avisos e coisas do tipo são tomadas como falsas ou desacreditadas veementemente. 
O termo se origina na mitologia grega: Cassandra, filha de Príamo, rei de Troia, conquista a paixão de Apolo, que lhe dá o dom da profecia, porém, quando o deus percebe que a jovem não corresponde a seus sentimentos amorosos, a amaldiçoa, fazendo com que todas as suas profecias, avisos e predições sejam tidas pelos demais como mentiras, impossibilitando-a também de comprovar a validez de suas visões. 
Portanto, o complexo de Cassandra se aplica a pessoas que, apesar de estarem dizendo a verdade, são tomadas como mentirosas, ou quando uma pessoa, visando o melhor, avisa e dá conselhos, mas têm seus conselhos ignorados. Pode-se aplicar também o termo a pessoas que sentem constantemente que serão tidas como mentirosas.
Mesmo sendo um termo psicológico, isto não se trata de uma doença psicológica em si, apenas situações cotidianas.